# Commentaria in sancti Joannis Evangelium
I Commentaria in sancti Joannis Evangelium sono un'opera esegetica di Alcuino di York scritta nell'801.

## Genesi
In una lettera scritta nell'801 a Gisela, sorella di Carlo Magno, e a Rotruda, figlia dell'imperatore e badessa di Chelles, Alcuino afferma di aver pensato già trent'anni prima a un commento al Vangelo di Giovanni, ma che solo la richiesta delle due donne lo aveva incoraggiato a portare a termine l'opera.
Questo Vangelo ha sempre occupato un posto privilegiato per Alcuino, come si evince dalla sua risposta a Gisela e Rotrude, nella quale afferma che questo Vangelo supera tutti gli altri per la profondità dei suoi misteri.

### Fonti
Nella medesima lettera, Alcuino indica le principali fonti a cui si è ispirato per la sua esegesi: in primo luogo il Tractatus in Evangelium Iohannis di Sant'Agostino, seguito dagli scritti di Sant'Ambrogio, dalle omelie di Gregorio Magno e dal commento al Vangelo di Luca di Beda il Venerabile. La prima parte del commento al Vangelo di Giovanni, in particolare quella relativa ai capitoli 13-21 del Vangelo, fu completata da Alcuino nell'800 e inviata a Gisela e Rotrude prima del 19 aprile; la seconda parte, relativa ai primi 12 capitoli, fu consegnata nell'801. 

## Contenuti
Questo commento si compone di sette parti, che rimandano simbolicamente ai sette doni dello Spirito Santo, nei quali ogni versetto del Vangelo viene interpretato con metodo e rigore esegetico. Un tema importante del trattato è la cristologia; Alcuino infatti pone in evidenza la divinità coeterna del Padre e del Figlio. Egli contesta la dottrina dell'adozionismo, che sosteneva che Gesù Cristo fosse stato adottato come Figlio di Dio e che non fosse coeterno con Lui. In particolare, Alcuino evidenzia i passi giovannei che confutano l'adozionismo, come il prologo del Vangelo e i versetti di Giovanni 10,30 e 14,9-10, nei quali viene esplicitata la relazione coeterna tra il Padre e il Figlio.
L'opera fu oggetto di un'intensa attività di copiatura e diffusione già durante la vita di Alcuino e nei decenni successivi: l'opera fu ripresa infatti, oltre che in varie raccolte di omelie, anche da Rabano Mauro, che utilizzò il commento alcuiniano sia nei suoi commentari biblici, sia nel suo trattato enciclopedico De rerum natura.
I manoscritti che riportano l'opera sono 35; la maggior parte di essi risale al IX secolo.